# 土屋繁裕
土屋 繁裕（つちや しげひろ、1956年7月6日 - 2005年10月8日）は福島県出身の外科医。外科医である父の影響で、医師を目指す。医師が無神経な言動で患者を傷つける行為を「ドクターハラスメント」と呼び批判するなどメディアで積極的に発言、歯に衣着せぬ茶髪の外科医として知られた。

## 来歴
- 1956年 - 福島県郡山市にて、医師の子に生まれる。
- 1974年 - 福島県立安積高等学校卒。
- 1984年 - 帝京大学医学部卒。
- 1984年 - 癌研究会附属病院外科研修医。
- 1986年 - 同上病院、外科嘱託医員。
- 1987年 - 同上病院、有給研修嘱託医員。
- 1988年 - 同上病院、外科医員。
- 2000年 - 父の経営する医療法人慈繁会土屋病院外科部長に就任。また兄らと「キャンサーフリートピア」を設立、がん治療の相談やサポート、セカンド・オピニオンに応じる。
- 2005年 - テレビ番組収録中にクモ膜下出血で倒れる。10月8日死去。享年50。

## 著書
- 『がん病棟の真実―がんの治療現場で何がおこなわれているか』
- 『このガン切るべきか、切らざるべきか』
- 『ドクターハラスメント―許せない！患者を傷つける医師のひと言』
- 『ストップ・ザ・ドクハラ―医者のハラスメントに患者はどうすべきか』
- 『医者と患者でつくった　ガン治療入門』　（関根進との共著）
- 『より良い治療を受けるための肺ガンハンドブック』